# Geranomyia atrostriata
Geranomyia atrostriata är en tvåvingeart som beskrevs av Edwards 1921. Geranomyia atrostriata ingår i släktet Geranomyia och familjen småharkrankar.
Artens utbredningsområde är Taiwan. Inga underarter finns listade i Catalogue of Life.